# Marcel Béraud
Pour les articles homonymes, voir Béraud.
Marcel Beraud est un homme politique français né le 27 octobre 1915 à Lyon (Rhône) et mort le 9 novembre 1994 à Berck-sur-Mer (Pas-de-Calais). Il a été député de la Ve législature de la Cinquième République du 23 juin 1968 au 1er avril 1973 dans la 4e circonscription du Pas-de-Calais sous les couleurs de l'UDR (Union des Démocrates pour la République).
Il est chirurgien dentiste de profession.